# La Soledad, Malinaltepec
La Soledad är en ort i Mexiko.   Den ligger i kommunen Malinaltepec och delstaten Guerrero, i den sydöstra delen av landet, 250 km söder om huvudstaden Mexico City. La Soledad ligger 1 668 meter över havet och antalet invånare är 326.
Terrängen runt La Soledad är kuperad åt nordväst, men åt sydost är den bergig. Terrängen runt La Soledad sluttar västerut. Runt La Soledad är det ganska glesbefolkat, med 23 invånare per kvadratkilometer. Närmaste större samhälle är Malinaltepec, 5,5 km norr om La Soledad. I omgivningarna runt La Soledad växer i huvudsak städsegrön lövskog.